# Alleucosma ruteri
Alleucosma ruteri är en skalbaggsart som beskrevs av Franz Antoine 1989. Alleucosma ruteri ingår i släktet Alleucosma och familjen Cetoniidae. Inga underarter finns listade i Catalogue of Life.